# 翡翠峡奇譚
『翡翠峡奇譚』（ひすいきょうきたん）は、広江礼威による日本の青年漫画作品。
作者の商業誌デビュー作品だが、掲載誌廃刊に伴い未完である。

## あらすじ
1935年、メキシコ。
考古学者の脇坂伊織は発掘調査中に神殿遺跡を発見する。そこで彼は偶然にも遺跡に封印されていた褐色の少女――古代神ククルカンの封印を解いてしまう。
復活したククルカンの力は世界のバランスを崩しかねないほど強大であり、彼女を手に入れるべくナチスドイツや日本陸軍が暗躍を始める。
脇坂はククルカンを守ることが出来るのか。

## 主な登場人物
脇坂伊織（わきさかいおり）
帝大考古学室の研究助手。日本軍の依頼を受けた南米公発株式会社の調査員としてメキシコに訪れ、ククルカンを巡る騒動に巻き込まれる。
ククルカン
少女の姿をしたアステカの神。別名ケツアル・コアトル（羽毛持つ蛇の意）。古代アステカの神であり実在の王がモデル（ただしモデルとなった人物は男性）。
数々の強力な魔術を駆使し、その力のために諸勢力に狙われる。
グルマンキン・フォン・シュティーベル
ナチスドイツ親衛隊（SS）大佐。ヒトラー直属の部隊・鉤十字騎士団（スワステイクオルディン）に属する女魔術師。数百年生きている魔女であり、黒猫に化身する。
カルロ・ベルナーデ
現地の少年。脇坂の案内人に雇われたことから騒動に巻き込まれていく。
梅町省三（うめまちしょうぞう）
日本人。表向きは南米公発の商社員だが、正体は日本陸軍特務機関「本郷機関」所属の中尉。
脇坂に協力しつつも独自に行動する。
芦屋虹蓮（あしやこうれん）
梅町の護衛者。一瞬の内に相手を肉塊に変える「体術の極地」で戦う（梅町曰く「飯綱使い」）。劇中では一切無言で、性別不明な山伏。
テスカトリポカ
ククルカンと同じくアステカの女神。大戦争を引き起こし、世界を滅ぼすことを目論んでいる。まだ、本編では本格的な覚醒前で、主な登場は過去の回想シーン。
ギュンター・ウェブスター
アメリカ人。ヘラルド・トリビューン社に出入りしているフリーの新聞記者。
ハリマオ
マレーを根城にする盗賊。本名は谷豊。
全身に数え切れないほどの傷があり、その風貌から「虎（ハリマオ）」と呼ばれている。
ヘルマン・タッツェルヴルム
鉤十字騎士団の一人。
人造人間（梅町の分析によれば自動歩兵）であり、腕力による肉弾戦を得意とする。
ヴァルトラウテ
鉤十字騎士団の一人。女性。
タッツェルヴルムと同じく人造人間。翼形のセンサーによる後方支援を得意とする。
ランドルフ
ヒトラーユーゲントに所属する謎の少年。無邪気な子供を装っているが、実はグルマンキンの主。
ハインリヒ・ヒムラー
ナチスドイツ親衛隊国家長官。気弱。
ラインハルト・ハイドリヒ
ナチスドイツ国家保安部長官。サディスト。
本郷（ほんごう）
陸軍大佐。本郷機関の長であり、梅町の上官。
藤原（ふじわら）
本郷の部下。モデルは谷豊を指揮した藤原岩市。本郷に川島芳子を紹介されるが、顔見せ程度にしか登場しない。
川島芳子（かわしまよしこ）
満州馬賊「安国軍」総司令。通称「ハルピンの鬼姫」。本格的な活躍をする前に連載が終了したので、顔見せ程度にしか登場しない。

## 単行本
- 角川版コンプコミックス版
  1. （ISBN 978-4047130494）
  2. （ISBN 978-4047130623）
- 小学館サンデーGXコミックス版（新装版）
  1. （ISBN 978-4091572622）
  2. （ISBN 978-4091572639）